# Бутко, Валерий Николаевич
Валерий Николаевич Бутко — советский государственный и хозяйственный деятель.

## Биография
Родился 10 сентября 1934 года в г. Туапсе Краснодарского края. В 1957 г. окончил Харьковский институт инженеров железнодорожного транспорта.

### Трудовая деятельность
- август 1957 г. — июнь 1958 г. — дежурный по станции Ясиноватая Донецкой железной дороги.
- июнь 1958 г. — январь 1959 г. — станционный диспетчер станции Ясиноватая Донецкой железной дороги.
- январь-февраль 1959 г. — узловой диспетчер станции Ясиноватая Донецкой железной дороги.
- февраль 1959 г. — сентябрь I960 г. — заместитель начальника станции Сталино (Донецк) Донецкой железной дороги.
- сентябрь I960 г. — февраль 1963 г.- заместитель начальника станции Ясиноватая Донецкой железной дороги.
- февраль 1963 г. — октябрь 1966 г. — начальник станции Ясиноватая Донецкой железной дороги.
- октябрь 1966 г. — январь 1969 г. — заместитель начальника Дебальцевского отделения Донецкой железной дороги.
- январь 1969 г. — сентябрь 1975 г. — начальник Дебальцевского отделения Донецкой железной дороги.
- сентябрь 1975 г. — апрель 1977 г. — начальник службы движения заместитель начальника Северной железной дороги.
- апрель 1977 г. — январь 1979 г. — первый заместитель начальника Северной железной дороги.
- январь 1979 г. — январь 1983 г. — начальник Кемеровской железной дороги.
- январь 1983 г. — март 1992 г. — заместитель министра путей сообщения, начальник Главного управления движения.
- март 1992 г. — апрель 1996 г. — председатель Дирекции по железнодорожному транспорту государств СНГ.

Избирался депутатом Верховного Совета РСФСР 10-го созыва.
Умер в Москве 7 октября 2017 года.